# Асенкова, Варвара Николаевна
Варва́ра Никола́евна А́сенкова (10 [22] апреля 1817, Санкт-Петербург — 19 апреля [1 мая] 1841, Санкт-Петербург) — русская театральная актриса императорского Александринского театра.

## Семья
Варвара Асенкова родилась 10 (22) апреля 1817 года в Санкт-Петербурге, дочь известной актрисы А. Е. Асенковой. Метрическое свидетельство сообщает: «Незаконнорожденный младенец Варвара родилась 1817 года, апреля 10 дня».
Отец официально не значился. По законам и традициям времени, гражданские браки, которые в наше время признаются фактическими семьями, в XIX веке, не освященные церковью, юридически не признавались, и Варвара Николаевна навсегда оставалась с унизительным клеймом «незаконнорождённой». Однако отец её известен. Мать Вареньки, известная артистка Александра Егоровна Асенкова, несколько лет прожила в гражданском браке с офицером Семёновского полка Николаем Ивановичем Кашкаровым. По закону того времени, актрисы императорских театров не могли, официально выйдя замуж, продолжать оставаться на сцене. После назначения командиром полка полковника Шварца, знаменитого своей грубостью и жестокостью, в полку вспыхнуло восстание. Кашкаров «позволил себе слушать жалобу, скопом принесенную на полкового командира». Кроме того, он скрыл список зачинщиков, поданный ему фельдфебелем. Приговор военного суда о лишении «чести, имения и живота» означал смертную казнь. Однако Николай Иванович был переведён в армейский Бородинский пехотный полк и отличился в персидском походе. По возвращении с войны Кашкаров женился на дочери бывшего коменданта Бобруйской крепости. Незаконное семейство было забыто.
Варвара была старшей дочерью Александры Егоровны, у которой были ещё дети. Отчим её, тоже гражданский муж её матери, отставной военный Павел Николаевич Креницын, служил содержателем зелёных карет, в которых развозили воспитанников императорского Театрального училища.

## Биография

### Первые неудачи
Поступив в 1828 году в Петербургское театральное училище, в 1830 году 13-летняя Варвара Николаевна вынуждена была уйти оттуда, так как, по мнению руководителей учебного заведения, особыми талантами не обладала. Преподаватели, отмечая её красоту и грациозность, не находили у Асенковой-младшей никаких способностей и пророчили ей будущее жалкой статистки с ничтожным жалованьем. Мать забрала Варю из школы и определила в один из лучших пансионов Петербурга. Однако и там она долго не пробыла. Через три(?) года, когда ей было 15(?) лет, юная Варвара Николаевна объявила Александре Егоровне, что в пансион не вернется, потому что плата за обучение непомерно высока для их семьи, и она намерена поступить в театр, чтобы содержать себя и помогать родным.
Знаменитый актёр Александринки Иван Иванович Сосницкий внял мольбам своей сценической партнёрши Александры Егоровны и согласился заниматься с её дочерью сценическим мастерством. Однако талант будущей великой русской актрисы и тут долго не проявлялся. Как когда-то нехотя училась в театральной школе, где её считали совершенно непригодной для сцены, так и нехотя брала уроки у Сосницкого и с тем же равнодушием вступила на сцену, видя в этом лишь средство помогать обедневшей семье. И. И. Сосницкий, занятия с которым шли на первых порах настолько неуспешно, что знаменитый артист потерял всякую надежду на возможность вызвать хотя бы искру таланта в своей ученице, хотел уже отказаться от бесполезного труда, как вдруг, однажды, репетируя с Асенковой роль Фанни в драме «Мать и дочь — соперницы», был поражён, с какими глубиной и чувством юная Асенкова прочла один из монологов. Сосницкий, опытный актёр, не мог не разглядеть зарницу огромного дара, скрываемого за видимой апатичностью и внешней закомплексованностью «бастарда-неудачницы» и продолжил её серьёзное обучение. Более того, он предложил ей роль в своем бенефисе.

### Дебют
21 января 1835 года, в бенефис её наставника, состоялся дебют Варвары Асенковой. В тот день она в двух водевилях («Сулейман II, или Три султанши» Ш. С. Фавара и «Лорнет, или Правда глаза колет» Э.Скриба в переводе П. А. Каратыгина) исполнила роли Роксоланы и Мины. Журнал «Русская старина» (ст. «В. Н. Асенкова и её роли»; том 29, 1880) называет другую дату: 25 января 1835 года и дает представление об этом дебюте: 
Роль Роксаны в этой комедии может дать молодой дебютантке выказать в полном блеске красоту, ловкость, голосовые средства, грацию, но отнюдь не художественное творчество; создать этой роли — невозможно: единственная задача превратить французскую марионетку в живое существо… И эту трудную задачу В. Н. Асенкова разрешила как нельзя лучше, сыграв роль Роксаны неподражаемо. Сыгранная ею в тот же вечер роль Мины в водевиле «Лорнет» упрочила за нею первое место единственной водевильной актрисы. 
Через три дня Асенкова во второй раз появилась в тех же пьесах и с тем же успехом. После этого она поступила на сцену, но без контракта.
В феврале 1836 года она была, наконец, официально принята в труппу Александринки. Тот же журнал «Русская старина» (ст. «В. Н. Асенкова и её роли»; том 29, 1880) замечает по этому поводу: «Театральная дирекция того времени, при всей своей бюрократической холодности, сознавая наконец — если не громадный талант Асенковой, то те сборы, которые могут доставлять спектакли с её участием, — приняла Асенкову в штат актрис, с производством очень скромного жалованья (в феврале 1836)».
За Асенковой закрепилось амплуа травести и молоденьких героинь водевилей.
Тем не менее вскоре она с неменьшим успехом выходила и в драматических образах (Офелия), и, среди прочего, став первой исполнительницей роли Марьи Антоновны в «Ревизоре» 19 апреля 1836 года.

### Плоды таланта: восхищение и зависть

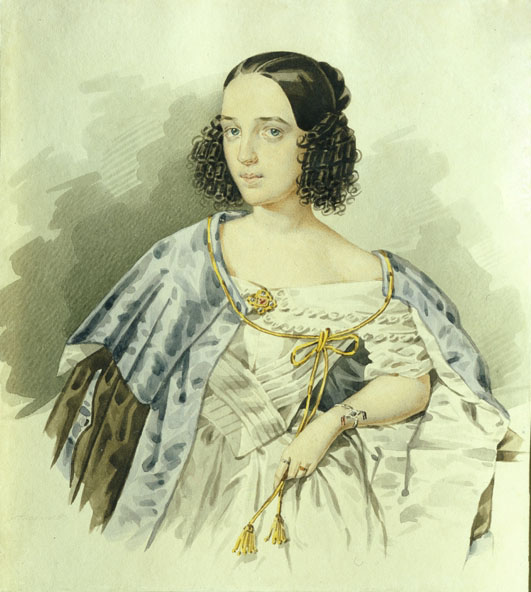
Варвара Асенкова, 1839 год

Первое же появление её на Александринской сцене принесло начинающей актрисе неимоверный триумф, о чём было незамедлительно доложено государю, имевшему славу большого знатока и искусителя дам. Николай I, частый зритель театра, после спектакля зашёл за кулисы выказать почтение юной актрисе. По словам П. А. Каратыгина, «Государь Николай Павлович, по окончании спектакля, удостоил её милостивым своим вниманием и сказал ей, что такой удачный дебют ручается за будущие её успехи на сцене». Через несколько дней Варваре Асенковой были «всемилостивейше пожалованы» бриллиантовые серьги.
Государев интерес послужил отправной точкой для возникновения сплетен, которые окружали юную актрису до конца жизни. Трудно теперь с точностью сказать, что из них было правдой, а что клеветой. Скорее всего, наветами было многое, а возможно — и всё. Вряд ли какие-либо отношения с Николаем I имели место, хотя слухов по этому поводу было немало: слишком скоро его внимание сменилось на холодность. Досконально известно, что спустя год после «всемилостивейшего подарка», когда Варвара Асенкова стала ведущей актрисой императорского театра, а критика и зрители заходились от восторга, её мать попросила прибавить дочери жалованье. Государев вердикт гласил: «…никакой прибавки сделано быть не может, ибо по собственному отзыву Государя Императора она никаких успехов не сделала».

Актриса, судя по всему, не только поражала талантом, она при этом была ещё и очень обаятельна и женственна. Успех её был феноменальный.
Современники отмечали, что ей достаточно выйти на сцену и улыбнуться, спеть водевильный куплет своим небольшим, но обаятельным голосом, — и ей обеспечен успех, какого другие артисты не могли бы добиться годами упорного труда. 
Актёр П. А. Каратыгин вспоминал: «Асенкова умела смешить публику до слёз, никогда не впадая в карикатуру; зрители смеялись, подчиняясь обаянию высокого комизма и неподдельной весёлости самой актрисы, казавшейся милым и шаловливым ребёнком».
В. Г. Белинский писал: «…Она играет столь же восхитительно, сколько и усладительно… каждый её жест, каждое слово возбуждает громкие и восторженные рукоплескания… Я был вполне восхищен и очарован».
Павел Воинович Нащокин, друг Пушкина, выкупил у горничной актрисы огарок свечи, при свете которой она учила свои роли, и оправил его в серебро. Говорили, что глядя на свечу, он вспоминал об Асенковой и мечтал о ней…
С одной стороны Варвару Николаевну одолевали восхищённые поклонники, с другой — отчаявшиеся завистники, среди которых особо старались конкурентки за роли, а более всего называют детскую подружку Надежду Самойлову.
Вполне возможно, что Варвара Николаевна и по юной наивности, и по воспитанию тех лет, когда девочек в пансионах держали в строгости и неведении, принимая за мораль наивность и незнание жизни, попросту не понимала творящегося вокруг неё и потому так тяжело и нервно реагировала: на сцену она пришла помочь материально в содержании семьи, не имея честолюбивых планов, а лишь постепенно захваченная сценой; она всю жизнь прожила в бедности и другой жизни не знала — даже не имея собственного выезда, возвращалась поздно ночью после спектаклей в казённой зелёной карете; всё её время уходило на разучивание ролей, на ней держался почти весь репертуар Александринского театра. Незаконнорождённая, с детства отвергнутая обществом и признанная бездарной своими учителями, будучи хрупкой и легко ранимой, она уставала и теряла силы и здоровье и от работы, и от злонамерения по отношению к себе, не осознавая его истоков, что вместе с ролями к ней переходила и слава исполнительницы — скорее всего, при такой жизни ей было просто не до славы. «Простодушное дитя, она и предположить не могла, что ожидает её в театральном закулисье. Чёрт знает что, шептались злопыхатели, красива, молода, талантлива! — и ни одной видимой связи. Не плетёт интриг, не завидует, отвергает богатых и именитых соискателей руки и сердца. Так не бывает! Как им объяснить, что грех был ей гадок? Что разгулу „актёрок“ с великосветскими щеголями она предпочитала тихие семейные праздники, изредка выезжая во французский театр и балет? Что, став кормилицей семьи, уставала до изнеможения, давая по два-три спектакля в день?»

Нервная, обидчивая, Асенкова едва приходила в себя от больных уколов, которые, не щадя, наносили её самолюбию товарищи по сцене. Известна такая история про её разговор с великим московским артистом М. С. Щепкиным: 
 Находясь на гастролях в Петербурге, знаменитый Щепкин посетил представления водевиля «Полковник старых времён». После спектакля Асенкова не могла не подойти к мэтру:
«Михайло Семёнович, как Вы находите меня?»
«Вы, конечно, ждёте похвалы, — жёстко ответил Щепкин. — Ну так утешьтесь: вы в „Полковнике старых времён“ были так хороши, что гадко было смотреть».
Михаил Семёнович Щепкин называл амплуа с переодеванием в мальчиков «сценическим гермафродитизмом», намекая на то, что актриса с её талантом разменивается на ничтожные роли, хотя и самому ему приходилось выходить на сцену в точно таких же «пустых и недостойных» пьесках и водевилях.
Известно, что она отвергала шумные ухаживания, предпочитая тишину и уединение. Но многочисленные поклонники постоянно толпились у дверей её квартиры, засыпали молодую актрису бесконечными записками и подарками. Отвергнутые воздыхатели слали ей непристойные пасквили, распространяли сплетни, мол, актриса находится в отлучке по причине очередной беременности…
До нашего времени дошли воспоминания об ужинах с шампанским в доме Асенковой, о пьяных кутежах офицеров, о глупых выходках её отвергнутых поклонников. Некий кавказский князь пытался украсть Асенкову прямо у выхода из театра. Благо, кучера театральных карет вовремя пришли ей на помощь. Другой поклонник ворвался в дом и изрезал кинжалом мебель. На одном из спектаклей компания молодых людей устроила Асенковой публичную травлю, ей пришлось выслушать «самые непечатные, цинические выражения». Она не смогла продолжить игру. Разрыдавшись, убежала за кулисы.

Один из купцов, скупив первый ряд партера, высадил в него лысых мужчин. В зале начался хохот, представление было сорвано, и Асенкова вынуждена была прекратить игру. Как-то, когда она садилась в карету после спектакля, какой-то офицер бросил в окно кареты зажжённую шутиху. По счастью, она угодила в шубу соседа Асенковой. Офицер тут же был схвачен и, по царскому повелению, отправлен на Кавказ, где велись военные действия. Сплетники рассказывали выдуманную историю, что Варвара Николаевна по-своему отомстила виновнику покушения: якобы, когда офицера под арестом везли мимо Ораниенбаума, где Асенкова в то время отдыхала, актриса в нарядном платье и модной шляпке, под руку с генералом и с целой свитой офицеров, едко улыбнувшись, помахала вслед рукой. 

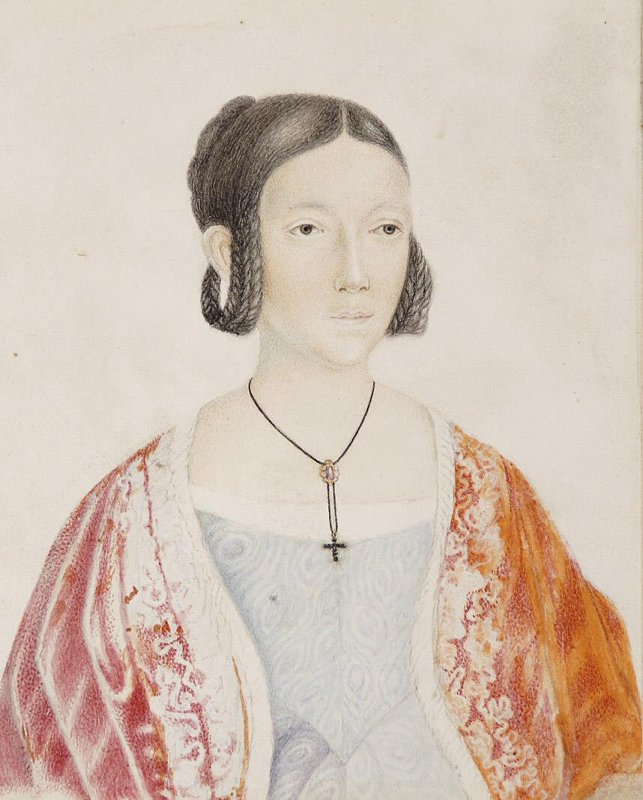
Портрет 1840 г.

Бесконечные разговоры, безусловно, опирались на какую-то почву: успех Асенковой был феноменальный, и кавалеры преследовали её, и молодые люди с удовольствием приходили в гости.
В столичных газетах то и дело появлялись заказные оплаченные разгромные рецензии на её выступления — при том, что актриса была занята в большей части репертуара, — карикатуры на Асенкову, двусмысленно намекавшие на каких-то её высоких покровителей. Анонимные угрозы злопыхателей преследовали актрису. Наверняка особо тяжело Варвара Николаевна переживала, что ядром заговора против неё стала её подруга детства Надежда Самойлова, соперничавшая с ней по сцене.
А. И. Вольф, «Хроника петербургских театров», писал: 23 мая 1840 года на спектакле «Капризы влюбленных» П. С. Федорова несколько молодых людей под предводительством кавалериста А-ва, приняв изрядное количество рюмочек в буфете, вошли в зал, а сам А-в, заняв место в первом ряду, стал громко комментировать действия актёров, перекрывая их голоса: «Особенно досталось бедной Асенковой. Ей пришлось выслушать самые непечатные циничные выражения, наконец, она не выдержала, разрыдалась и убежала за кулисы… Всего примечательнее то, что ни соседи пьяной компании и никто из публики не отважился вмешаться в дело и прекратить скандал. … Вслед затем занавес опять поднялся и пьеса продолжалась своим порядком. Обиженную, конечно, приняли восторженно. Как было слышно, Г. А-ва перевели в армию тем же чином и отправили на Кавказ».
В. Н. Асенкова была скромной девушкой, отвергавшею все искания поклонников, о чём единогласно свидетельствуют её современники. Несмотря на это, некоторые источники сообщали о её пристрастии к праздному времяпрепровождению. Так, «Энциклопедический словарь» Брокгауза-Ефрона (полут. 3, стр. 289) сообщал, что «играя очень часто, любя веселье, праздники, удовольствия всякого рода, молодая актриса не берегла себя» и что будто бы её слабое здоровье «не выдержало поклонников».

### Роли
Энциклопедия «Русский драматический театр» (Русский драматический театр: Энциклопедия / Под общ. ред. М. И. Андреева, Н. Э. Звенигородской, А. В. Мартыновой и др.) сообщает, что Варвара Асенкова являлась первой исполнительницей роли Софьи в пьесе «Горе от ума» А. С. Грибоедова. Однако это не так. Возможно, она играла эту роль — так во всяком случае, утверждают источники, — но значительно позже: в 1839 году, хотя «Хроника петербургских театров» не называет эту роль среди исполняемых ею и потому даёт почву для размышлений и сомнений: если бы «встретились» столь значимая роль и столь значимая актриса, такой важный источник, составивший список ролей выдающихся артистов Александринского театра первой половины XIX века, не преминул бы осветить сей факт. Не называет её среди исполнителей этой роли и статья «Горе от ума» в Театральной энциклопедии (см. Статья Горе от ума в Театральной энциклопедии (недоступная ссылка)). Первой исполнительницей этой роли в 1830 году (сцены из пьесы) была её мать, Александра Егоровна Асенкова, а Варенька в эти годы была ещё девочкой-подростком и гуляла по немецкому саду (за небольшую плату туда днем пускалась публика) со своей подружкой Наденькой Самойловой. О том времени Евдокия Яковлевна Панаева (дочь артиста Александринского театра Я. Г. Брянского, жена писателя Ивана Ивановича Панаева, по второму мужу Головачева, с 1846 около 15 лет была гражданской женой Н. А. Некрасова) писала в своих мемуарах (А. Панаева. Воспоминания. — М.: «Захаров», 2002. — 448 с. — ISBN 5-8159-0198-9): 
 «Двух Самойловых и Асенкову мне пришлось видеть впоследствии на сцене. Надежда Васильевна Самойлова и Варвара Николаевна Асенкова были на одном амплуа. Обе были хорошие водевильные актрисы. Гуляя девочками в саду и разговаривая между собой, они тогда, конечно, и не думали, что наступит время, когда между ними возникнет непримиримая вражда». 
По-новому, совершенно неожиданно для своего времени она сыграла Офелию в спектакле «Гамлет»: «Она отказалась от натужного пафоса, от декламации с форсированным голосом, подкрепленной чрезмерной жестикуляцией. Актриса настояла, чтобы провести сцену сумасшествия Офелии без сопровождения оркестра, как того требовал канон. Её Офелия была печальной, трогательной и бесконечно несчастной девушкой, а не беснующейся. Догадывалась ли Варенька Асенкова, что не просто играет, как велит актёрская натура, а изгоняет с русской сцены позерство, искусственность и жеманство? Бог весть! Сердце у неё было умное. Но разодранное. В клочья».
Среди ролей: одалиска Роксолана («Сулейман II, или Три султанши» Ш. С. Фавара, 1835), Мина («Лорнет, или Правда глаза колет» Э.Скриба в переводе П. А. Каратыгина, 1835), юнкер Лелев («Гусарская стоянка, или Плата той же монетой» В. И. Орлова, 1835),
Керубино («Женитьбе Фигаро» П. О. Бомарше, 1835),
Марья Петровна («Деловой человек» Ф. А. Кони, 1835), Вероника («Уголино» Полевого, 1835),
Надежда Павловна («Капризы влюбленных» П. Фёдорова, 1835),
Аверина («Домашняя комедия» Григорьева 2-го, 1835),
Мальвина («Мальвина, или Урок богатым невестам», переделка с французского пьесы Э. Скриба Д. Т. Ленского, 1836),
Луиза («Узкие башмаки» П. С. Федорова), Зарецкая («Чего на свете не бывает»),
Елена («Велизарий» Шенка в авторизованном переводе П. Г. Ободовского), Звонкова («Заемный муж» Григорьева 1-го), Педро («Король и пастух» А. А. Шаховского),
Жанна («Не влюбляйся без памяти» Ф. А. Кони),
Надежда Дмитриевна («Злой дух» И.Аничкова), Рутли («Влюбленный рекрут» Н. И. Куликова), Зубкова («Замужняя вдова» Р.Зотова), Сабина («Деревенская простота»), Софья Вентер («Добрый гений» Д. Т. Ленского), Вильгельмина («Сардамский корабельный мастер» Р.Зотова), Неллора («Царство женщин» Н. И. Куликова), Эмилия («Женщины-солдаты» И. И. Лизагуба), Виктор («Паж-арестант» П. С. Федорова),
Марья Антоновна («Ревизор» Н. В. Гоголя, 1836, первая исполнительница),
гусар-девица («Девушка-гусар», Ф.Кони, 1836),
Евгения Гранде («Дочь скупого», переделка романа Бальзака П. Валберха),
Офелия («Гамлет» Шекспира в обработке В. А. Каратыгина, 1837),
Эсмеральда («Эсмеральда, или Четыре рода любви» по роману Гюго «Собор Парижской Богоматери» в авторизованном перевода В. А. Каратыгина, 1837),
Юлия де Креки («Полковник старых времен», переделка с французского Ленского),
Дженни («Мечты»),
Карл II («Пятнадцатилетний король», авторизованный перевод Д.Ленского, 1838),
Соничка («Ложа 1-го яруса на последний дебют Тальони» П. А. Каратыгина, 1838),
Параша («Параша-Сибирячка» Н. Полевого),
Корделия («Король Лир» Шекспира, 1838), дочь мельника («Русалка» А. С. Пушкина в переделке А. А. Шаховского, 1838), Катенька («Отец, каких мало» Н. А. Коровкина, 1838),
Корнелия («Дедушка русского флота» Н. Полевого, 1838), простая девушка («Смерть или честь» Н. Полевого, 1838),
возможно: Софья («Горе от ума» А. С. Грибоедова, 1839)?,
роли в водевилях «Чертов колпачок» П. Н. Арапова, «Школа женщин», «Адольф и Клара», «Мал да удал»,
Пашенька («Новички в любви» Н. А. Коровкина), Карпинская («Полюбовная сделка» Григорьева 1-го),
Сусанна («Сиротка Сусанна» в авторизованном переводе Григорьева 1-го),
Лиза («Ножка», авторизованный перевод П. А. Каратыгина), «Покойная ночь» Григорьева 1-го,
гусар Лазов («Военные граждане, или Русские в гостях» Г. А. Пасынкова, 1939), Габриэль («Девица-отшельница» Эжена Скриба, перевод Григорьева 1-го, 1940),
Любочка («Харьковский жених, или Дом на две улицы» Д. Т. Ленского, 1840), Мирандолина («Мирандолина» в переводе В. А. Каратыгина) и др.
Сайт Биография.ру включает в список её ролей и роль Натальи Дмитриевны Горич из «Горе от ума» (причем с ошибкой: Наталья Дмитриевна Горичева), что вызывает некоторые сомнения — актриса была ещё слишком юна для этой роли. К тому же А. И. Вольф, «Хроника петербургских театров», ничего не говорит по этому поводу, а называет исполнительницами данной роли Сосницкую и Каратыгину 2-ю".

### Болезнь и смерть
На сцене Александринского театра Асенкова выступала всего шесть лет. У неё было слабое здоровье, и при этом ей приходилось играть почти весь водевильный репертуар театра. Всё это спровоцировало её заболевание чахоткой. Последний раз она вышла на сцену 16 (28) февраля 1841 года. 19 апреля (1 мая) 1841 года она умерла. После её смерти многие роли перешли актрисе Надежде Самойловой.
Первые признаки чахотки появились весной 1838 г. Напряженная деятельность артистки, усердием которой злоупотребляли и дирекция, и бенефицианты, заставляя играть чуть не каждый день и разучивать еженедельно по две, по три новых роли, надломила её слабое здоровье и ускорила развитие чахотки.

Сайт Биография.ру рассказывает: 
 «Несмотря на советы докторов, Асенкова не покидала сцены и на масленице 1841 г. играла 17 раз, исполняя не менее двух ролей в день. В последний раз она показалась на сцене в прощенное воскресенье 16-го февраля, в пьесах „Пятнадцатилетний король“ и „Новички в любви“. 14-го апреля имя Асенковой в последний раз прочитали на афише, извещавшей о её бенефисе; но даровитая артистка в нём уже не могла участвовать: она была при смерти. Погребение её происходило 22-го апреля на Смоленском кладбище, где на её могиле сооружен на средства, собранные почитателями её таланта, прекрасный памятник с бронзовым бюстом Асенковой».
На памятнике эпитафия:

Все было въ ней: душа, талантъ и красота.
И скрылось все отъ насъ, какъ свѣтлая мечта.

Асенкова была похоронена на Смоленском православном кладбище; в 1936 году останки и надгробие были перенесены в Александро-Невскую лавру на Тихвинское кладбище — Некрополь мастеров искусств (1-я Актерская дор.) в 1936 году. Надгробный бюст работы Ивана Витали (1841), уничтоженный в годы блокады, был заменён копией в 1955 году.

## Память
Молодой литератор Н. А. Некрасов, бывавший в гостях у Варвары Николаевны, посвятил ей стихотворения «Офелия» и «Памяти А-ой», а на полях черновика стихотворения «Памяти Асенковой» («В тоске по юности моей…») написал: «…помню похороны, — похожи, говорили тогда, на похороны Пушкина: теперь таких вообще не бывает».
А. И. Вольф, «Хроника петербургских театров», называет похороны выдающейся русской актрисы «блистательными» и тут же добавляет: «Через несколько дней после блистательных похорон состоялся блистательный же дебют Некрасова (Перепельского) в качестве водевилиста».
В 1936 или, по другим источникам, в 1938 году могилу вместе с памятником перенесли в Некрополь мастеров искусств Александро-Невской лавры. В военном 1941-м, спустя ровно сто лет после кончины актрисы, или, по другим материалам, в 1943 немецкий снаряд попал точно в её могилу, оставив лишь осколки памятника и глубокую яму… Памятник воссоздан с небольшими изменениями в 1955 году.
О короткой трагической жизни и актёрской судьбе актрисы, в частности, снят художественный фильм «Зелёная карета» (1967, режиссёр Я. Б. Фрид), где роль Варвары Асенковой исполнила Наталья Тенякова.